# Амурский уезд
Амурский уезд — административная единица в составе Амурской области, существовавшая в 1888—1922 годах. Центр — город Благовещенск.

## История
Амурский округ в составе Амурской области был образован в 1888 году. 27 мая (9 июня) 1902 года переименован в Амурский уезд. Законом ДВР от 15 июня 1922 года преобразован в Благовещенский уезд.

## Административное деление
Первоначально округ был разделён на 6 волостей: Амурско-Зейская, Гильчинская, Завитинская, Ивановская, Томская, Черемховская. К 1917 году в уезде было 26 волостей: Амурско-Зейская, Бельская, Больше-Сазанская, Борисоглебская, Буреинская, Валуевская, Вознесенская, Гильчинская, Гондаттиевская, Ерковецкая, Завитинская, Ивановская, Козьмо-Демьяновская, Краснояровская, Мазановская, Ново-Воскресеновская, Овсянковская, Ольгинская, Песчано-Озерская, Полтавская, Селемджинская, Серебрянская, Тамбовская, Тарбогатайская, Томская, Ульдуринская.